# 泰克斯·温特
莫里斯·弗雷德里克·“泰克斯”·温斯特（英語：Morice Fredrick "Tex" Winter，1922年2月25日—2018年10月10日），美国篮球教练，三角战术发明人。职业生涯曾担任大学篮球队主教练30年，随后加入NBA，担任菲尔·杰克逊的助教，帮助公牛及洛杉矶湖人赢得9次NBA总冠军。2011年入选奈史密斯篮球名人纪念堂。